# Straßwalchen
Straßwalchen är en ort och kommun i förbundslandet Salzburg i Österrike. Kommunen har 8 083 invånare (2024), på en yta av 44,53 km².

## Indelning
Kommunen består av 43 orter (Ortschaften) (inom parentes invånarantal 1 januari 2024):

- Aigelsbrunn (96)
- Angern (14)
- Außerroid (31)
- Baierham (17)
- Baumbach (26)
- Bodenberg (23)
- Bruckmoos (20)
- Brunn (54)
- Eck (56)
- Eingarten (77)
- Fißlthal (58)
- Haarlacken (33)
- Haidach (122)
- Haselreith (6)
- Haslach (14)
- Hochfeld (57)
- Holzfeld (41)
- Hüttenedt (74)
- Innerroid (46)
- Irrsdorf (1 230)
- Jagdenroid (8)
- Jagdhub (48)
- Latein (80)
- Neuhofen (80)
- Oberholz (9)
- Pfenninglanden (29)
- Pölzleiten (20)
- Rattensam (46)
- Reitzing (41)
- Rilling (15)
- Roidwalchen (92)
- Ruckling (156)
- Schwandt (27)
- Stadlberg (68)
- Steindorf (720)
- Stockham ()
- Straßwalchen (Node-count limit exceeded)
- Taigen (Node-count limit exceeded)
- Voglhub (Node-count limit exceeded)
- Watzlberg (Node-count limit exceeded)
- Winkl (Node-count limit exceeded)
- Winzerroid (Node-count limit exceeded)
- Zagling (Node-count limit exceeded)

Node-count limit exceeded